# Georg Maul
Georg Maul (* 22. Januar 1905 in Nürnberg; † 1988 in Loderbach (Berg bei Neumarkt in der Oberpfalz)) war ein deutscher Maler und Graphiker.

## Leben
Georg Maul war der Sohn eines in Nürnberg tätigen Stadtheizers. Er absolvierte ab 1918 eine Malerlehre, die er 1921 mit der Gesellenprüfung abschloss. Von 1921 bis 1922 nahm er an Abendkursen am Offenen Zeichensaal teil. Er besuchte die Kunstgewerbeschule bzw. die Schule für angewandte Kunst in Nürnberg von 1923 bis 1932. Dort war er in der Klasse von Carl Selzer sowie Meisterschüler bei Max Körner, wo er seinen Abschluss machte. Ab 1933 war er als freischaffender Maler und Gebrauchsgraphiker tätig. Von 1937 bis 1945 arbeitete er im technisch-graphischen Dienst der Luftwaffe und als Kurier. Maul geriet 1945 in Kriegsgefangenschaft. Nach dem Zweiten Weltkrieg arbeitete er von 1946 bis 1954 freischaffend sowie ab 1954 bis 1970 als angestellter Graphiker im Lichtwerbewesen. Seit 1970 war er wieder freischaffend tätig. 
Um 1948/50 wohnte er in Fürth und 1987 war er in der Altdorfer Straße 16 in Neumarkt in der Oberpfalz gemeldet. 1984 und 1988 fanden Einzelausstellungen von Georg Maul im Reitstadel in Neumarkt statt. Er starb 1988. Teile seines künstlerischen Nachlasses befinden sich in den Museen der Stadt der Nürnberg. Bei einer Gedächtnisausstellung in der Raiffeisenbank Neumarkt im Jahr 2009 wurden Werke aus dem Besitz seiner Witwe gezeigt. Er gehörte auch zu den ausgestellten Künstlern bei der 2015 in der Kunstvilla Nürnberg stattfindenden Ausstellung Buntes Gewerbe – Glanz und Elend.